# Município de Greensburg (condado de Putnam, Ohio)
O município de Greensburg (em inglês: Greensburg Township) é um município localizado no condado de Putnam no estado estadounidense de Ohio. No ano de 2010 tinha uma população de 1397 habitantes e uma densidade populacional de 17,85 pessoas por km².

## Geografia
O município de Greensburg encontra-se localizado nas coordenadas 41° 02′ 27″ N, 84° 10′ 52″ O. Segundo o Departamento do Censo dos Estados Unidos, o município tem uma superfície total de 78.28 km², da qual 78,02 km² correspondem a terra firme e (0,33 %) 0,26 km² é água.

## Demografia
Segundo o censo de 2010, tinha 1397 pessoas residindo no município de Greensburg. A densidade populacional era de 17,85 hab./km².